# A Szeged-Csanádi egyházmegye templomai és kápolnái
Ez a lista a magyar Katolikus Egyház Szeged-Csanádi Egyházmegyéjének templomait sorolja fel. A lista esperesi kerületenként tartalmazza a templom hivatalos nevét, a települést és a templom közismert nevét, valamint a plébániához tartozó további templomokat és kápolnákat.

## Székesegyházi főesperesség

### Szegedi esperesség
- Szent Anna-templom (Algyő)
- Magyarok Nagyasszonya-templom (Deszk)
- Nagyboldogasszony-templom (Kiszombor)
- Szent Kereszt templom (Klárafalva), Római katolikus templom (Klárafalva)
  - Szűz Mária Rózsafüzér királynője és Assisi Szent Ferenc-templom (Ferencszállás)
- Szent István király templom (Kübekháza)
- Páduai Szent Antal-templom (Röszke)
- Havas Boldogasszony-templom Szegedi ferences templom és kolostor, Szeged-Alsóváros.
- Magyarok Nagyasszonya-templom, Fogadalmi templom (Szeged), Szeged-Belváros.
- Szent Miklós-templom (Szeged-Felsőváros)
- Keresztelő Szent János-templom (Szeged-Kiskundorozsma)
- Szent Kereszt templom (Szeged-Móraváros)
- Jézus Szíve templom (Szeged-Petőfitelep)
- Szent Rókus-templom (Szeged-Rókus)
- Szent József-templom (Szeged-Szent József)
- Szent Mihály-templom (Szeged-Szentmihály)
- Piarista vértanúk templom (Szeged-piaristák)
- Szent Gellért-templom (Szeged-Tarjánváros)
- Szent Mihály-templom (Szeged-Tápé)
- Alexandriai Szent Katalin-templom (Szeged-Szőreg)
- Páduai Szent Antal-templom (Tiszasziget)
- Árpád-házi Szent Erzsébet-templom (Újszeged)
  - Kalkuttai Szent Teréz-templom (Újszeged)
- Szent Kereszt templom (Újszentiván)

### Szentesi esperesség
- Jézus Szíve templom (Baks)
- Nepomuki Szent János-templom (Csanytelek)
- Nagyboldogasszony-templom (Csongrád belváros)
  - Szent István-templom király-templom (Felgyő)
- Szent József-templom (Csongrád Piroskaváros)
  - Szent László király templom (Bokros)
- Árpád-házi Szent Erzsébet-templom (Fábiánsebestyén)
- Szentháromság templom (Hódmezővásárhely belváros)
- Szent István-templom (Hódmezővásárhely Szent István)
- Szent Mihály-templom (Székkutas)
- Szent Adorján-templom (Mártély)
- Mindenszentek templom (Mindszent)
- Kisboldogasszony-templom (Szegvár)
- Szent Anna-templom (Szentes)
  - Jézus Szíve-kápolna (Derekegyház)
- Jézus szíve templom (Szentes)
  - Jézus Szíve templom (Árpádhalom)
  - Szent Alajos-templom (Nagymágocs)
- Szent Máté-templom (Tömörkén

### Kisteleki esperesség
- Jézus Szíve templom (Ásotthalom)
- Szent Antal-templom (Balástya)
  - Kisboldogasszony-templom (Dóc)
- Szent István király templom (Bordány)
- Szent Imre-templom (Csengele)
- Szent kereszt templom (Domaszék)
- Urunk Mennybemenetele templom (Forráskút)
- Szent István-templom (Kistelek)
- Szent László király templom (Mórahalom)
- Magyarok Nagyasszonya-templom (Ópusztaszer)
- Kisboldogasszony-templom (Öttömös)
- Nagyboldogasszony-templom (Pusztamérges)
- Szentháromság templom (Pusztaszer)
- Urunk Színeváltozása templom (Rúzsa)
- Szűz Mária Szent Neve templom (Sándorfalva)
- Szent István király templom (Szatymaz)
- Páduai Szent Antal-templom (Üllés)
- Szentháromság templom (Zákányszék)
- Kisboldogasszony-templom (Zsombó)

### Makói esperesség
- Szent Mihály-templom (Apátfalva)
- Szent kereszt templom (Csanádalberti)
- Nepomuki Szent János-templom (Csanádpalota)
  - Munkás Szent József (Nagylak)
- Szent László király templom (Földeák)
- Szent Kereszt templom (Királyhegyes)
- Szűz Mária Szent Neve templom (Kőhegy)
- Szent Gellért-templom (Magyarcsanád)
- Szent István-plébániatemplom (Makó), Makó-belváros
- Nagyboldogasszony-templom (Makó-belváros) 
  - Páduai Szent Antal-templom (Makó-Bogárzó)
- Szent László király templom (Makó-Újváros), Újvárosi római katolikus templom (Makó)
- Magyarok Nagyasszonya-templom (Maroslele), Római katolikus templom (Maroslele)
- Szűz Mária Keresztények Segítsége templom (Óföldeák)
- Nagyboldogasszony-templom (Pitvaros)

## Békési főesperesség

### Szarvasi esperesség
- Szent András-templom (Békésszentandrás)
- Szent Anna-templom (Dévaványa)
  - Jézus Szíve templom (Ecsegfalva)
- Kisboldogasszony-templom (Gádoros)
  - Szent László Király templom (Eperjes)
- Szent Imre-templom, Gyomaendrőd
- Jézus Szíve templom (Gyomaendrőd)
- Szent László Király templom (Hunya)
- Gyümölcsoltó Boldogasszony-templom (Kondoros)
- Szeplőtelen fogantatás templom (Körösladány)
- Szent Márton-templom (Kunszentmárton)
- Rózsafüzér királynője templom (Mesterszállás)
  - Szent Kereszt-kápolna (Mezőhék)
- Nagyboldogasszony-templom (Mezőtúr)
- Nagyboldogasszony-templom (Nagyszénás)
- Szent Klára-templom (Szarvas)
  - Magyarok Nagyasszonya-kápolna (Csabacsűd)
- Szeplőtelen fogantatás-templom (Szeghalom)
  - Jézus Szíve-templom (Bucsa)
  - Szűz Mária Világ Királynője-kápolna (Füzesgyarmat)
  - Szeplőtelen fogantatás templom (Füzesgyarmat)

### Gyulai esperesség
- Szentháromság-templom (Békés)
  - Szentolvasó Királynője templom (Bélmegyer)
  - Szent Gellért-templom (Kamut)
  - Szent Anna-kápolna (Murony)
  - Jézus Szíve templom (Vésztő)
- Páduai Szent Antal-templom (Békéscsaba Belváros) Páduai Szent Antal-társszékesegyház
  - Szent Kereszt Felmagasztalása templom (Doboz)
  - Szeplőtelen fogantatás kápolna (Gerla)
- Jézus Szíve templom (Békéscsaba Erzsébet-hely)
- Nagy Szent Teréz-templom (Csorvás)
- Sarlós Boldogasszony-templom (Elek)
- Szent István Király templom (Gerendás)
- Nádi Boldogasszony-templom (Gyula)
  - Szent József-templom, Németvárosi templom, (Gyula)
  - Szentháromság templom (Gyula)
  - Szent Erzsébet-templom (Gyulavári)
  - Loyolai Szent Ignác-templom (Sarkad)
  - Jézus Szíve-templom (Sarkadkeresztúr)
  - Fájdalmas Szűzanya-templom (Kötegyán)
- Szentháromság templom (Kétegyháza)
- Szent István Király templom (Kétsoprony)
- Szűz Mária Szent Neve és Szent József-templom (Mezőberény)
- Szent Anna-templom (Szabadkígyós)
- Szűz Mária Szent Neve-templom (Újkígyós)

### Orosházi esperesség
- Szent Vendel-templom (Almáskamarás)
- Szentháromság templom (Battonya)
- Sarlós Nagyboldogasszony-templom (Békéssámson)
- Nagyboldogasszony-templom (Csanádapáca)
- Szent István király templom (Dombegyház)
  - Szent Család iskola kápolna (Kisdombegyház)
- Szent Anna-templom (Dombiratos)
- Szent Gellért-templom (Kaszaper)
- Kisboldogasszony-templom (Kevermes)
- Szent Imre-templom (Kunágota)
- Fatimai Szent Szűz-templom (Lökösháza)
- Szűz Mária Szent Neve templom (Magyarbánhegyes)
  - Szentháromság templom (Nagybánhegyes)
- Szent István király templom (Medgyesbodzás)
- Szent Mihály-templom (Medgyesegyháza)
  - Bánkúti templom (Bánkút)
  - Szent Család kápolna (Gábortelep)
  - Szent Antal-templom (Pusztaottlaka)
- Szent György-templom (Mezőhegyes)
- Kisboldogasszony-templom (Mezőkovácsháza)
- Rózsafüzér Királynője (Nagykamarás)
- Jézus Szíve templom (Orosháza)
- Magyarok Nagyasszonya-templom (Pusztaföldvár)
- Magyarok Nagyasszonya-templom (Szentetornya)
- Szent István király templom (Tótkomlós)
- Szent István király templom (Végegyháza)